# Tobinskat
Tobinskat er en foreslået skat på internationale valutatransaktioner. 
Formålet med skatten er at mindske incitamentet til kortsigtet valutaspekulation og derigennem at skabe mere stabile valutakurser. Skatten er navngivet efter Nobelpristageren James Tobin. Ideen blev i 1998 taget op af Ignacio Ramonet i Frankrig, som foreslog dannelse af Attac, der spredte sig til bl a Tyskland (2000) og Danmark (2001). Senere forslag går ud på tillige at beskatte international handel med værdipapirer. Omkring 350 økonomer argumenterede i et brev til G20-landene for indførelsen af en sådan 'Robin Hood-skat' . Også i 2010 gennemførtes en kampagne for indførelsen af Robin Hood-skat i Storbritannien , og i 2011 i Danmark. I juni 2012 indgår indførsel af (dele af?) transaktionsskatten i en større aftale mellem Angela Merkels regering og det største oppositionsparti om den tyske del af Europagten.
Beskatning af finansielle transaktioner udgør kun en del af bestræbelserne på at afbøde årsager til finanskrisen. Regulering af markedet i 'finansielle instrumenter' sker primært gennem forslag til direktiv om markeder for finansielle instrumenter og ophævelse af Europa-Parlamentets og Rådets direktiv 2004/39/EF, kaldt MiFID II.
Aktører i den internationale finansielle reguleringsproces omfatter politiske beslutningstagere, f eks G20, desuden organer, der fastsætter standarder for finansiel virksomhed, samt initiativtagere til EU-lovgivning m fl, se Nationalbankens oversigt over aktører Arkiveret 7. december 2011 hos  Wayback Machine. Denne oversigt omfatter dog ikke det internationale finansmarkeds interesseorganisationer, konsulentvirksomheder, samt NGOer som f eks Oxfam Arkiveret 3. april 2012 hos  Wayback Machine, U-landsorganisationen IBIS, og Attac. Forskere, der bidrager med analyser og vurderinger, må også regnes med blandt disse aktører. Eksempelvis kan nævnes Paul Bernd Spahn Arkiveret 4. marts 2012 hos  Wayback Machine , Rodney Schmidt (Webside ikke længere tilgængelig)  og Stephan Schulmeister . Også OECD og relaterede organisationer, f eks Det rådgivende udvalg for arbejdstagere til OECD (TUAC), som i 2010 tilvejebragte en analyse af en skat på finansielle transaktioner , hører formentlig med blandt aktørerne i den internationale beslutningsproces.

## Danmark
På socialdemokraternes partikongres 23. september 2012 blev vedtaget en formulering om, at 'Socialdemokraterne skal arbejde for at indføre en skat på finansielle transaktioner.'  Det skete i et såkaldte visionspapir 'Vi bygger fremtidens Danmark – Danmark herfra til 2032', som sætter partiets kurs for velfærdssamfundet om en snes år, hvor formuleringen (s. 11) er: 'Frem mod 2032 er det vores mål, at der på EU’s foranledning bliver indført en global skat på finansielle transaktioner.

Hertil kommer, at begge kandidater til formandsvalget i SF, Astrid Krag og Annette Vilhelmsen, støtter en fælles europæisk skat på finansielle transaktioner.
Preben Wilhjelm argumenterer i 'Krisen og den udeblevne systemkritik' bl a med at
Indførelse af en mikroskopisk skat på handler med valutaer og værdipapirer vil ikke være til gene for sund forretningsvirksomhed, men en dæmper på de computerstyrede spekulationer [kaldt algoritmisk handel, hvor de samme penge kan omsættes flere gange i sekundet. ..Sådanne transaktioner kan kun bidrage til, at det hele løber løbsk, når der er bare en ansats til uro på finansmarkedet.
Regeringen konkluderer i et notat om en finansiel transaktionsskat 8. marts 2012, at 
"Forslaget medfører en række udfordringer, herunder risici ift. fald i økonomisk aktivitet samt udflytning af finansiel aktivitet til lande udenfor EU mv. Regeringen finder på den baggrund ikke, at det nuværende forslag er hensigtsmæssigt".
Dette fremgår bl a af Folketingets EU-oplysning, der redegør for udviklingen i marts 2012 og derefter.
Tobinskatten blev diskuteret under en forespørgselsdebat 8. feb. 2012 på initiativ af Enhedslisten, som foreslår til vedtagelse, at 'Folketinget opfordrer regeringen til at arbejde for, at så mange europæiske lande som muligt indfører en skat på finansielle transaktioner for derigennem at styrke bestræbelserne på at gennemføre en sådan skat globalt.'. Svaret på et § 20-spørgsmål beskriver nuancer i den foreslåede afgift .
I december 2011 gør CEPOS i et notat gældende, at en skat på finansielle transaktioner vil blive overvæltet på virksomheder og borgere . Heroverfor hævder tilhængere, at skatten vil ramme helt kortsigtede spekulationer, mens langsigtede, produktive investeringer ikke vil blive påvirket negativt. En EU-note til Folketingets Europaudvalg af 25. jan. 2012 gennemgår EU-Kommissionens beregninger, primært af beskæftigelseseffekten, og afslutter resumeet med, at "der [er] minimal negativ effekt på jobs i Kommissionens forslag, og det er også hvad der fremgår af Kommissionens beregninger."
Forslaget til EU-direktiv om beskatning af finansielle transaktioner beskrives 11. okt. 2011 i en EU-note til Folketingets Europaudvalg. Skatteministeriet sender forslaget i høring og modtager 26 høringssvar fra finansielle virksomheder, erhvervsorganisationer, og NGOer.
På et debatmøde 9. juni 2011 understregede Nick Hækkerup (Socialdemokraterne), Jesper Petersen (SF) og Sofie Carsten Nielsen (Radikale Venstre), at de alle støtter indførelsen af en skat på 'finanstransaktioner', dvs. en skat på alle handler med værdipapirer. Mødet var arrangeret af Oplysningsforbundet DEO og Robin Hood-kampagnen, som drives af bl.a. IBIS, Mellemfolkeligt Samvirke og ATTAC Danmark . Den fælles politik er nu formuleret i regeringsgrundlaget for SRSF-regeringen:
"Regeringen vil gå forrest i EU i kampen for indførelse af en global skat på finansielle transaktioner og vil presse på for en stærkere og klogere international regulering af finanssektoren for at forhindre flere finanskriser. EU bør bruge sin politiske og økonomiske vægt til at presse USA, Japan og andre lande til at indføre internationale standarder for finansverdenen".
Netop målet om en global skat frem for en regional europæisk skat har medført kritik fra tidligere socialdemokratiske formænd som Poul Nyrup Rasmussen og Mogens Lykketoft, der anser det som urealistisk, at bl.a. USA i nær fremtid vil acceptere en Tobinskat. Således hævdes det, at EU må tage det første skridt, hvormed resten af verden i fremtiden dermed ikke kan se det som en konkurrencehæmmende foranstaltning at indføre en transaktionsskat.
I januar 2011 afholdt DIIS i samarbejde med bl a U-landsorganisationen IBIS et seminar om en skat på finansielle transaktioner , hvor to internationale eksperter, Dr. Stephan Schulmeister og Max Lawson, præsenterede deres analyse af de tekniske og politiske aspekter ved implementering af nævnte skat. En dansk Robin Hood-kampagne blev igangsat i marts 2011.

## EU – Kommission og Parlament
Europa-Kommissionen fremlagde 28. september 2011 et forslag om fælles regler for beskatning af finansielle transaktioner i alle EU's 27 medlemslande . Reglerne angår transaktioner med finansielle instrumenter, men transaktioner, hvori deltager private husholdninger eller små og mellemstore virksomheder vil ikke være omfattet af afgiften. Eksempelvis vil realkreditlån, banklån optaget af små og mellemstore virksomheder og forsikringsindskud falde uden for afgiftens anvendelsesområde. Tillige vil valutatransaktioner, der gennemføres som spothandler, og virksomheders eller offentlige organers rejsning af kapital vil heller ikke blive beskattet.
 Der er rejst kritik af, at valutatransaktioner, der gennemføres som spothandler, foreslås fritaget for beskatning.
 På møder i juni og juli 2012 kunne EU's medlemslandene ikke enes om en fælles løsning. Frankrig, Tyskland og 8 andre EU-lande anmodede derfor EU-Kommissionen om at bekræfte et såkaldt forstærket samarbejde mellem disse lande, der ønskede at indføre Kommissionens forslag om en skat på finansielle transaktioner.
Kommissionen vurderede i oktober 2012, at betingelserne for iværksættelse af et forstærket samarbejde var til stede, herunder at ikke-deltagende landes rettigheder blev respekteret . Kommissionen vurderer bl a, at afgiften for det første vil styrke det indre marked ved at reducere antallet af forskellige nationale tilgange til beskatning af finansielle transaktioner. For det andet vil den sikre, at finanssektoren yder et rimeligt og væsentligt bidrag til de offentlige indtægter (Der er p.t. ikke moms på finansielle aktiviteter). Og endelig vil afgiften støtte reguleringstiltagene for at tilskynde den finansielle sektor til at reducere tilbøjeligheden til 'kasino-økonomi' (casino-type trading), samt at iværksætte mere ansvarlige aktiviteter, der fokuserer på realøkonomien. Efter at landene og derefter Europa-Parlamentet i tiltrådte Kommissionens vurderinger, præsenterede Kommissionen 14. feb. 2013 forslag til Afgift på finansielle transaktioner som led i forstærket samarbejde.

Kommissionens budgetforslag af 29. juni 2011 bemærker, at beskatning af den finansielle sektor kræver en international indsats, altså en opgave for EU . Europa-Kommissionens formand, José Manuel Barroso, argumenterede for skatten, da han 28. sept. holdt sin årlige tale, ”State of the Union”.. I marts 2012 præsenterer Kommissionen beregninger, hvorefter 2/3 af provenuet tilføres EU-budgettet, mens resten går til medlemsstaterne. Beregningerne viser medlemsstaternes besparelser på indbetalinger til EU. 
I foråret 2011 gennemførte Europa-Kommissionen en konsultation om afgift på finansielle transaktioner. Kommissionens resultater er sammenfattet i en rapport, der konkluderer at Finanssektoren og nationalbanker med videre er markant imod enhver form for afgift. For eksempel begrunder Sveriges Riksbank sin afvisning med erfaringer fra en tilsvarende afgift i perioden 1987 – 1991. NGOer, fagforeninger, og enkeltpersoner er generelt for en afgift, mens regeringer – typisk delstatsregeringer og ministerier, i den udstrækning de udtaler sig – har varierende opfattelser. Rhianydd Griffith bragte 15. juli 2011 et resumé Arkiveret 21. december 2011 hos  Wayback Machine (på engelsk). 
Europa-Parlamentets økonomiudvalg vedtog 2. februar 2011 en betænkning om innovativ finansiering på globalt og europæisk plan. MEP´erne foreslår at indføre en EU-skat på finansielle transaktioner, der skal bidrage til at finansiere offentlige goder, reducere budgetunderskud og bekæmpe spekulation. Europa-Parlamentets vedtog beslutning af 8. marts 2011 om innovativ finansiering på globalt og europæisk plan.
Europa-Kommissionen udsendte i oktober 2010 en meddelelse, hvorefter den støtter idéen om en afgift på finansielle transaktioner på globalt niveau og fortsat vil støtte den i G20-regi.
Det Europæiske Råd støttede forud for klimatopmødet i København oprettelsen af et højniveauforum eller -organ, som skulle 'tilvejebringe en oversigt over internationale kilder til klimafinansiering i udviklingslande.' I tysk presse blev dette tolket således, at EU's regeringschefer nu støttede kansler Angela Merkels forslag om, at den Internationale Valutafond, IMF, burde analysere mulighederne for indførelse af en Tobinskat. I fortsættelse af regeringschefernes beslutning indeholdt EU-Kommissionens oplæg til FN's klimakonference 2009 forslag om etableringen af 'et forum på højt niveau om international klimafinansiering' .

## G20,IMFog andreinternationale organisationer
Ved G20-mødet i Cannes i november 2011 blev spørgsmålet om en skat på finansielle transaktioner omtalt i forsigtige vendinger: 'Vi anerkender det initiativ, som er taget i nogle af vore lande med henblik på at beskatte den finansielle sektor med forskellige formål, herunder en skat på finansielle transaktioner'.
82. We agree that, over time, new sources of funding need to be found to address development needs. We discussed a set of options for innovative financing highlighted by Mr Bill Gates, such as Advance Market Commitments, Diaspora Bonds, taxation regime for bunker fuels, tobacco taxes, and a range of different financial taxes. Some of us have implemented or are prepared to explore some of these options. We acknowledge the initiatives in some of our countries to tax the financial sector for various purposes, including a financial transaction tax, inter alia to support development.
Der var derimod ubetinget tilslutning ('We support the creation...') til at indføre en identifikation af disse transaktioner med en 'global legal entity identifier', der entydigt forbinder parterne i en transaktion med denne.
I marts 2011 udsendte IMF arbejdspapiret 'Taxing Financial Transactions: Issues and Evidence'. Den praktiske implementering diskuteres, og det konstateres, at skatten i givet fald vil kunne indbringe et betydeligt beløb. Dokumentet fremhæver også, at de finansielle aktører vil sende omkostningerne videre til deres kunder, som ikke kun tæller velhavende enkeltpersoner og virksomheder, men også pensionskasser og almennyttige fonde.
Finansministre i G 20 anmodede IMF om at udarbejdede en rapport til G 20-statsledermødet i juni 2010. Rapporten skulle gøre rede for “... the range of options countries have adopted or are considering as to how the financial sector could make a fair and substantial contribution toward paying for any burden associated with government interventions to repair the banking system.” Rapporten foreslår en 'Financial Stability Contribution' og en 'Financial Activities Tax'. Beskatning af finansielle transaktioner diskuteres (pkt. 28-31 og Box 5), idet der skønnes at være behov for supplement af de to ovennævnte bidrag. Det anerkendes, at en beskatning af finansielle transaktioner vil reducere omfanget af uønskede transaktioner ('An FTT would indeed eliminate some short-time trading', s. 20), men spørger også, hvor grænsen går mellem ønskede og uønskede transaktioner. Generelt skønnes en FTT ikke hensigtsmæssig til at løse den opgave, som G-20 lederne har formuleret i rapportens kommissorium.
I fortsættelse af FN's klimakonference 2009 nedsatte FN's generalsekretær i februar 2010 en 'High-level Advisory Group on Climate Change Financing' med henblik på at 'identificere nye, innovative og supplerende kilder'. Rapporten nævner kortfattet 'en eller anden form for skat på finansielle transaktioner' .. 'som bygger på foreliggende forslag til en global skat på finansielle transaktioner (med fokus på valutatransaktioner)', men noterer også, at forskellige opfattelser vil gøre det vanskeligt at indføre skatten generelt.
I februar 2010 udgav Det rådgivende udvalg for arbejdstagere til OECD (TUAC) en rapport: The Parameters of a Financial Transaction Tax and the OECD Global Public Good Resource Gap, 2010 – 2020. Rapporten konstaterer, at den finansielle krise har givet OECD-landene enorme offentlige resourcetab, samtidig med at disse lande har forpligtet sig til at yde betydelige bidrag både til opnåelse af 2015-målene m fl og til håndtering af den globale opvarmning. En revision af OECD-landenes skattepolitik er nødvendig, og en skat på finansielle transaktioner forekommer relevant i den sammenhæng. Rapporten kritiserer OECD's scenarier for konsolidering af de offentlige udgifter, idet besparelser på de offentlige budgetter indebærer velfærdstab for den arbejdende befolkning, som desuden må kæmpe med øget arbejdsløshed og faldende realindkomst. En finansiering til dækning både af det offentlige underskud og de nævnte udviklingsmål bør derfor også baseres på en skat på finansielle transaktioner. Rapporten konstaterer, at finansielle transaktioner er koncentreret i få lande; således finder mere end 50% af handlen sted i USA og Storbritannien, men også Schweiz, Singapore, Tyskland og Frankrig nævnes. Forskellige forslag mht skattesatser, typer af værdipapirer, der beskattes, samt skatteprovenu diskuteres, alt på basis af data fra Bank for International Settlements og med reference til tre forskningsrapporter fra 2009. Rapporten kommenterer også kritisk IMF's afvisning i oktober 2009 af en nærmere analyse af skatten, og efterlyser en grundig analyse, baseret på intern modellering af specifikke forslag til beskatning. 'Sådan evidens-baseret forskning er endnu ikke udført af hverken IMF eller OECD, til trods for deres anerkendte ekspertise og tilgængelige ressourcer til netop den form for analyse'.
Overvejelser om en skat på finansielle transaktioner kom på dagsordenen i internationale organisationer, fordi skatten kunne være et 'innovativt' middel til at supplere finansieringen af klimaaftaler og udviklingsbistand. FNs generalforsamling vedtog i 2000 en resolution, som efterlyste ‘a rigorous analysis of the advantages, disadvantages and other implications of proposals for developing new and innovative sources of funding, both public and private, for dedication to social development and poverty eradication programmes’. The World Institute for Development Economics Research (UNU-WIDER) in Helsinki gennemførte på det grundlag et studie for FN's økonomiske og sociale råd.